# István Schillerwein
István Schillerwein (ur. 13 grudnia 1933 w Budapeszcie, zm. 20 maja 2009 tamże) – węgierski kolarz. Reprezentant Węgier na Letnich Igrzyskach Olimpijskich 1952 w Helsinkach. Na igrzyskach uczestniczył w wyścigu indywidualnym ze startu wspólnego, którego nie ukończył; w tandemie z Imre Furmenem, zajął 5 miejsce i w jeździe drużynowej na 4000 metrów, w której był 10.